# Jeremy Slater
Jeremy Slater (...) è uno sceneggiatore, produttore televisivo e produttore cinematografico statunitense.

## Filmografia

### Sceneggiatore

#### Film
- The Lazarus Effect, regia di David Gelb (2015)
- Fantastic 4 - I Fantastici Quattro, regia di Josh Trank (2015)
- Pet, regia di Carles Torrens (2016)
- Death Note - Il quaderno della morte, regia di Adam Wingard (2017)
- Godzilla vs. Kong, regia di Adam Wingard (2021)

#### Serie
- The Exorcist (2016-2018)
- The Umbrella Academy (2019-in corso)
- Moon Knight (2022)

### Produttore esecutivo

#### Film
- Stephanie, regia di Akiva Goldsman (2017)

#### Serie
- The Exorcist (2016-2018)
- The Umbrella Academy (2019-in corso)
- Moon Knight (2022)